# D’Iberville (Schiff, 1894)
Die D’Iberville war ein französischer Aviso und Typschiff der D’Iberville-Klasse, die drei Schiffe umfasste. Das zwischen 1891 und 1894 gebaute Schiff wurde im Ersten Weltkrieg eingesetzt und 1922 aus dem Schiffsregister der französischen Marine gestrichen.

## Geschichte
Die D’Iberville wurde von der Werft Ateliers et Chantiers de la Loire in Nantes gebaut. Die Kiellegung erfolgte im August 1891. Zwei Jahre später fand der Stapellauf statt. Die D’Iberville kam im Laufe des Jahres 1894 in den Dienst. Sie wurde bis 1899 auch als Torpedokanonenboot klassifiziert. Bei den Einsätzen stellte sich heraus, dass die D’Iberville ebenso wie ihre Schwesterschiffe zu sehr starkem Rollen neigte.
Der Aviso lag am 28. Oktober 1914 im Hafen von Penang, als der russische Kreuzer Schemtschug dort von dem deutschen Kreuzer Emden versenkt wurde. Da die D’Iberville hinter Handelsschiffen ankerte und die Kessel kalt waren, konnte sie nicht eingreifen. Später patrouillierte sie bis 1917 vor der algerischen Küste. 1922 wurde die D’Iberville außer Dienst gestellt.

## Technik
Die D’Iberville war zwischen den Loten 80,0 m lang und maximal 8,08 m breit. Bei einer Verdrängung von 952 t lag sie bis zu 3,45 m tief im Wasser. Als Antrieb verfügte sie über acht Dampfkessel und zwei Verbunddampfmaschinen mit vierfacher Dampfdehnung, die zusammen 5.000 PS leisteten und zwei Propeller antrieben. Die Höchstgeschwindigkeit lag bei 21,5 kn. Als Brennstoff waren bis zu 115 t Kohle gebunkert.
Die Bewaffnung des Avisos bestand aus einer vorn angeordneten Kanone des Kalibers 10,0 cm L/45 sowie drei im hinteren Bereich des Schiffes platzierten Kanonen Kaliber 6,5 cm L/50. Des Weiteren befanden sich sechs Schnellfeuergeschütze Kaliber 4,7 cm L/40 sowie sechs Torpedorohre mit 45 cm Durchmesser an Bord. Die Torpedorohre wurden bei einem 1899 erfolgten Umbau komplett entfernt.
Als Aviso erhielt die D’Iberville nur eine leichte Panzerung. Sie bestand aus einem 20 mm starken Panzerdeck, das im Bereich des Maschinenraums auf 40 mm verstärkt war. Der Kommandoturm war ebenfalls 40 mm stark gepanzert.